# Yoper
Yoper, acronyme de Your OPERating system, était une distribution Linux légère et optimisée pour les PC avec une architecture minimum de type i686, soit un Pentium II. Elle peut être utilisée, en même temps, aussi bien en tant que machine de bureau que comme serveur. 
Yoper se dit également capable d'importer des paquets provenant d'autres distributions, comme les rpm ou deb.
Yoper est également la compagnie qui a créé cette distribution. Son siège se situe à Auckland, en Nouvelle-Zélande.